# Marc Turtletaub

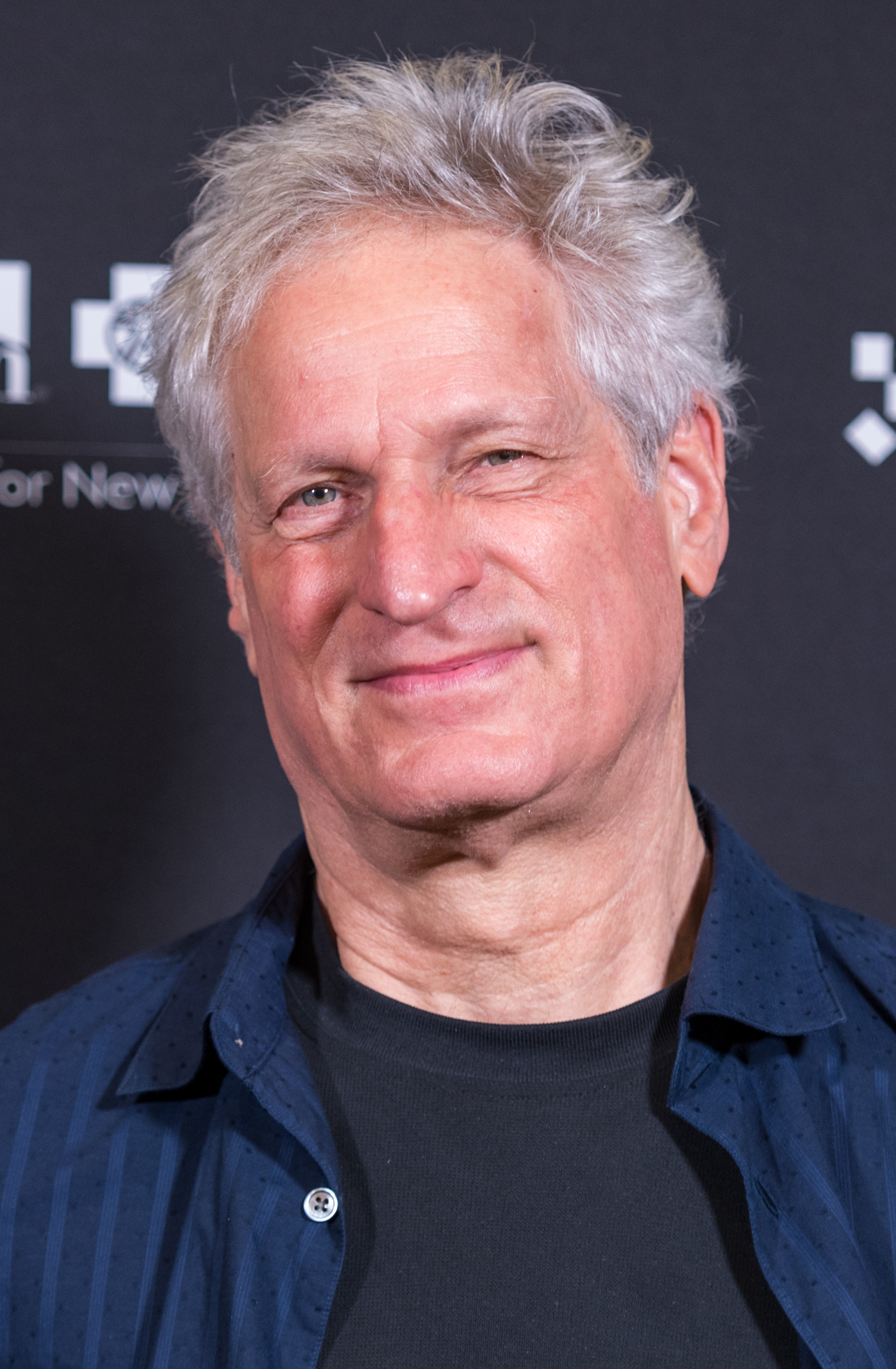
Marc Turtletaub (2018)

Marc Turtletaub (* 30. Januar 1946 in Lakewood, New Jersey) ist ein US-amerikanischer Regisseur, Drehbuchautor, Produzent und Schauspieler.

## Leben
Nach seinem Studium an der University of Pennsylvania in der Wharton School und der New York University, an der er Rechtswissenschaften studierte, und seiner 20-jährigen Arbeit in der Finanzbranche gründete Turtletaub im Jahr 2000 mit David T. Friendly die Filmproduktionsfirma Deep River Productions. Deren erste Veröffentlichung war der Film Laws of Attraction mit Julianne Moore und Pierce Brosnan. Für den Film Little Miss Sunshine wurde er für den Oscar nominiert.
Turtletaub ist Mitglied der Rechtsanwaltskammer in Kalifornien.

## Filmografie (Auswahl)
Produzent
- 2004: Laws of Attraction
- 2005: Duane Hopwood
- 2005: The Honeymooners
- 2005: Alles ist erleuchtet (Everything Is Illuminated)
- 2006: Little Miss Sunshine
- 2006: SherryBaby
- 2007: Chop Shop
- 2008: Sunshine Cleaning
- 2008: Is Anybody There?
- 2009: Away We Go – Auf nach Irgendwo (Away We Go)
- 2010: Jack in Love (Jack Goes Boating)
- 2010: Lucky
- 2011: Our Idiot Brother
- 2012: Journey of Love – Das wahre Abenteuer ist die Liebe (Safety Not Guaranteed)
- 2013: Gods Behaving Badly
- 2015: Louder Than Bombs
- 2015: Me Him Her
- 2015: Alle Farben des Lebens (About Ray)
- 2016: Loving
- 2018: Die Abenteuer von Wolfsblut (Croc-Blanc)
- 2018–2020: Vida (Fernsehserie)
- 2019: The Farewell
- 2022: Lass mich nicht gehen
- 2023: A Great Place to Call Home (Jules, Regie und Produktion)

Regisseur und Drehbuchautor
- 2009: Looking at Animals (Kurzfilm)
- 2013: Gods Behaving Badly
- 2015: The Breatharians (Kurzfilm)
- 2018: Puzzle
- 2023: A Great Place to Call Home (Jules, Regie und Produktion)

Schauspieler
- 2004: Laws of Attraction
- 2006: Little Miss Sunshine

## Auszeichnungen
- 2006: Satellite Award: Nominierung in der Kategorie Bester Film (Komödie/Musical) für Little Miss Sunshine
- 2007: Golden Globe: Nominierung in der Kategorie Bester Film – Komödie oder Musical für Little Miss Sunshine
- 2007: BAFTA Award: Nominierung in der Kategorie Bester Film für Little Miss Sunshine
- 2007: Oscar: Nominierung in der Kategorie Bester Film für Little Miss Sunshine